# NSTV Trion
NSTV Trion is een triatlonvereniging voor studenten in Nijmegen. Trion werd opgericht in 2005. Lange-afstandstriatleet Roeland Smits is een van de oprichters. De vereniging is aangesloten bij de Nederlandse Triathlon Bond (NTB) en bij de Nijmeegse Studentensportraad (NSSR).
In 2012 en 2013 deed NSTV Trion met een damesteam mee in de Lotto Eredivisie. In 2012 werd Trion in het eindklassement van de Eredivisie zesde en het seizoen 2013 sloot de club af met een achtste plaats. In 2013 kwam Trion tevens met een herenteam uit in de Eerste Divisie. De vereniging werd tiende in het eindklassement.
In 2015 kwam het damesteam uit in de 1e divisie, waar zij net niet promoveerden tot de Eredivisie. Een jaar later, in 2017 maakte het damesteam van Trion wel de overstap naar de eredivisie. Hun eerste seizoen hier sloten ze af met een achtste plek. In 2018 beleefde het damesteam 2 een spannende seizoensfinale en slaagde er in te promoveren, zodat Trion in 2019 met een damesteam in de ere-, eerste en tweede divisie startte. De dames in de eredivisie hebben hun plek daar behouden. Als gevolg van het invoeren van een derde divisie zullen de teams dames 2 en dames 3 in 2020 in de tweede en derde divisie starten. Ook heeft Trion twee herenteams, eveneens in de tweede en derde divisie.
Vanaf 2021 is het Trion dames eredivisieteam overgedragen aan TRICAN, de triathlonformatie uit Arnhem-Nijmegen.
Sinds 2015 wordt de Run-Bike-Run in het voorjaar georganiseerd rondom de Bisonbaai, net als de Trion Triatlon aan het eind van het seizoen. In het voorjaar organiseert Trion een zwemloop in het Goffertbad.